# Wranglers de Calgary (LHOu)
Pour les articles homonymes, voir Wranglers de Calgary (homonymie).
Les Wranglers de Calgary sont une franchise de hockey sur glace basée à Calgary dans l'Alberta qui a existé de 1977 à 1987 et qui évoluait dans la Ligue de hockey de l'Ouest.

## Historique
La franchise fait ses débuts à Winnipeg dans le Manitoba sous le nom de Jets de Winnipeg, alors qu'à la fin de la saison 1976-77, les Centennials de Calgary quittent Calgary pour rejoindre Billings, Montana. Ainsi, une place pour une franchise de hockey est disponible et les Monarchs de Winnipeg prennent donc la place des Centennials.
L'équipe restera à Calgary pour dix saisons avant de déménager encore une fois à Lethbridge dans l'Alberta. Au cours de ces dix saisons, les résultats n'auront pas été très satisfaisant.
Les différents identités de la franchise sont les suivantes :
- Jets de Winnipeg - de 1967 à 73
- Clubs de Winnipeg - de 1973 à 76
- Monarchs de Winnipeg - pour la saison 1976-1977
- Wranglers de Calgary - de 1977 à 87
- Hurricanes de Lethbridge - depuis 1987

## Statistiques
| Saison    | PJ | V  | D  | N  | BP  | BC  | Pts | Classement  | Séries éliminatoires                                        |
| --------- | -- | -- | -- | -- | --- | --- | --- | ----------- | ----------------------------------------------------------- |
| 1977-1978 | 72 | 18 | 40 | 14 | 303 | 404 | 50  | 4e Centrale | Non qualifiés                                               |
| 1978-1979 | 72 | 28 | 38 | 6  | 349 | 392 | 62  | 3e Centrale | Défaite en finale de division                               |
| 1979-1980 | 72 | 43 | 27 | 2  | 376 | 319 | 88  | 2e Est      | Défaite au premier tour                                     |
| 1980-1981 | 72 | 46 | 24 | 2  | 368 | 295 | 94  | 2e Est      | Défaite en finale de la LHOu contre les Cougars de Victoria |
| 1981-1982 | 72 | 41 | 29 | 2  | 334 | 266 | 84  | 4e Est      | Défaite en demi-finale de division                          |
| 1982-1983 | 72 | 44 | 26 | 2  | 353 | 258 | 90  | 3e Est      | Défaite en finale de division                               |
| 1983-1984 | 72 | 36 | 36 | 0  | 353 | 345 | 72  | 6e Est      | Défaite au premier tour                                     |
| 1984-1985 | 72 | 39 | 31 | 2  | 382 | 351 | 80  | 4e Est      | Défaite en demi-finale de division                          |
| 1985-1986 | 72 | 23 | 47 | 2  | 288 | 378 | 48  | 8e Est      | Non qualifiés                                               |
| 1986-1987 | 72 | 23 | 46 | 3  | 304 | 390 | 49  | 7e Est      | Non qualifiés                                               |